# 彭蒂·兰米奥
彭蒂·兰米奥（芬蘭語：Pentti Lammio，1919年10月24日—1999年7月25日），芬兰男子速度滑冰运动员。他曾代表芬兰参加1948年和1952年冬季奥林匹克运动会速度滑冰比赛，获得一枚铜牌。